# Palau Municipal de Villena
El Palau Municipal de Villena va ser edificat per Pedro de Medina a principis del segle xvi per domicili dels beneficiaris magistrals de l'església de Santiago (casa abadia). Va ser alienat en 1576 pel capítol eclesiàstic, i adquirida pel Consell de la Ciutat per a utilitzar-les com a Cases Consistorials.
La valoració de l'edifici ve donada pel seu caràcter renaixentista, de clara empremta a la façana, en dues de les seues finestres i al pati de doble galeria amb escala incorporada.

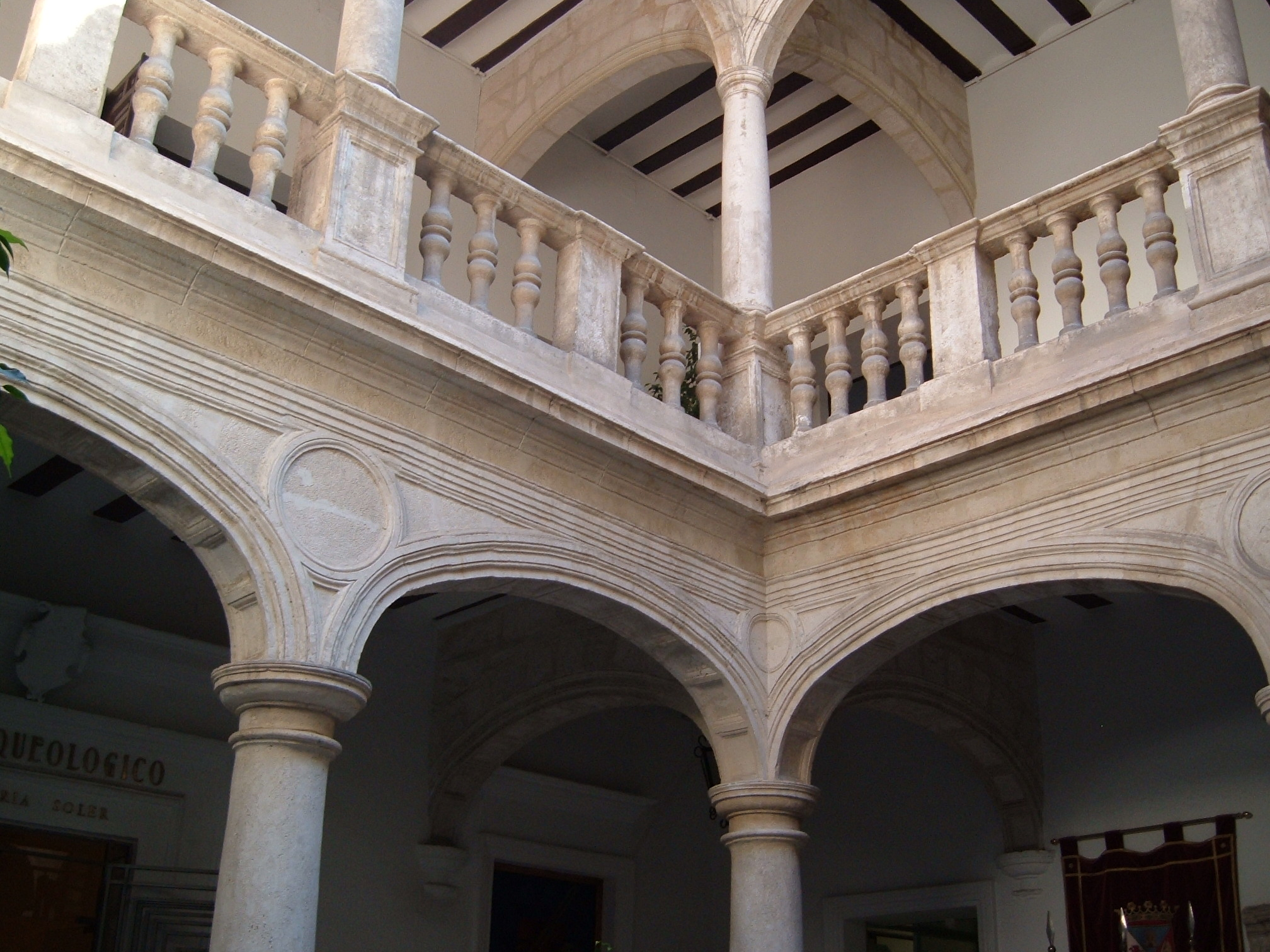
Pati columnar.

La seua construcció s'atribueix a Jacobo Florentino, escultor que havia treballat amb Miquel Àngel a Florència i que, després de treballar a Granada, i Múrcia, morí a Villena el 1526. Tampoc es descarta la participació de Jerónimo Quijano, continuador d'aquell a la catedral de Múrcia.
La portada, blasonada amb l'escut de la ciutat mantingut per tenants i emmarcat per una orla de temes zoomorfs i florals, segueix l'esquema serlià d'ordre dòric amb pedestals i frontó triangular. A l'interior de l'edifici destaca el pati amb arcs carpanells sobre columnes toscanes, discos als carcanyols i cassetons a l'intradós.
En 1707 l'arquitecte Cosme Carreras va intervenir a l'edifici deixant l'empremta barroca a la finestra de la façana del front esquerre. El 1963 es va ampliar la façana a la part superior per crear un tercer pis, al mateix temps que es va restaurar el pati. Va ser declarat Monument historicoartístic el 1968.
En l'actualitat alberga gran part de les dependències de l'Ajuntament de la ciutat, així com el Museu Arqueològic José María Soler.